# TOKYO (BURNOUT SYNDROMESのアルバム)
『TOKYO』（とうきょう）は、BURNOUT SYNDROMESのメジャー4枚目のアルバム。2021年6月23日にEPICレコードジャパンから発売された。

## 概要
- アルバムとしては前作『BURNOUT SYNDROMEZ』から約1年ぶり、オリジナルとしては約2年半ぶりのリリース。
- 先行シングル『BLIZZARD/銀世界』を含めたシングル曲5曲と、新曲9曲を含めた全14曲収録。収録曲数はこれまでのアルバムの中では最多となった。
- 初回生産限定盤には、2020年9月にDive/Connect@ Zepp Onlineにて行なわれた配信ライブの映像6曲、『BLIZZARD』のMVを収録したDVDが付属する。
- 2022年1月からこのアルバムを引っ提げて、二年ぶりの有観客ライブである全国ワンマンツアー2022「TOKYO」を開催。[2]

## 収録曲
- 全作詞・作曲：熊谷和海。

1. 2020年渋谷の旅
2. Good Morning World!
4thシングル。テレビアニメ『Dr.STONE』オープニングテーマ。
3. ロザリオをはずして
4. PHOENIX
5thシングル。テレビアニメ『ハイキュー!! TO THE TOP』オープニングテーマ。
5. 邪教・拝金教
6. 世界は愛で満ちている
7. 銀世界
7thシングル。テレビアニメ『ましろのおと』2ndオープニングテーマ。
8. Love is Action!
声優の駒形友梨に提供した楽曲のセルフカバー。
9. BLIZZARD (Smoked Silver Ver.)
7thシングルのアルバムバージョン。テレビアニメ『ましろのおと』1stオープニングテーマ。
10. 逢いたい逢えない feat.CHiCO (CHiCO with HoneyWorks)
11. Hikousen
12. 模範囚
13. 庭球行進曲
14. Wake Up H×ERO! feat.炎城烈人(CV:松岡禎丞) -TOKYO Edition-
6thシングル。「HXEROS SYNDROMES」名義でリリースされた曲のアルバムバージョン。テレビアニメ『ド級編隊エグゼロス』オープニングテーマ。

## DVD

### 2020.9.29 Dive/Connect @ Zepp Online
1. Good Morning World!
2. Melodic Sufers
3. 若草山スターマイン
4. Love is @U.F.O
5. PHOENIX
6. Wake Up H×ERO!

### Music Video
1. BLIZZARD